# Neuendorf b. Elmshorn
Pour les articles homonymes, voir Neuendorf.
Neuendorf b. Elmshorn est une commune allemande du Schleswig-Holstein, située dans l'arrondissement de Steinburg (Kreis Steinburg), à sept kilomètres à l'ouest de la ville d'Elmshorn. Neuendorf est l'une des douze communes de l'Amt Horst-Herzhorn dont le siège est à Horst (Holstein).